# La Femme nue (film, 1932)
Pour les articles homonymes, voir La Femme nue.
Pour plus de détails, voir Fiche technique et Distribution.
La Femme nue est un film français de 1932 réalisé par Jean-Paul Paulin avec Florelle, Raymond Rouleau et Constant Rémy. Le film est tiré d'une pièce d'Henry Bataille qui a été adaptée à plusieurs reprises.

## Fiche technique
- Réalisation :  Jean-Paul Paulin
- Scénario et dialogue : Léopold Marchand, d'après la pièce d'Henry Bataille (drame en 4 actes de 1908)
- Décors : Lazare Meerson
- Photographie : Léonce-Henri Burel
- Montage : Jean Feyte
- Musique : Gaston Gabaroche
- Société de production : Les Films P.A.D.
- Directeur de production : Frank Clifford
- Société de distribution : Films Sonores Tobis
- Pays :  France
- Format :  Noir et blanc - 1,37:1 - 35 mm - Son mono
- Durée : 91 minutes
- Genre : Drame
- Date de sortie : 
  - France - 21 octobre 1932
- Affiche : Jean-Adrien Mercier

## Distribution
- Florelle : Lolette
- Raymond Rouleau : Pierre Bernier
- Constant Rémy : Jean Rouchard
- Armand Bour : Prince de Chabran
- Maxime Fabert : Tabourot
- Alice Field : Princesse de Chabran
- Marcel de Garcin : Gréville
- Paul Clerget : Garzini
- Odette Talazac : Mme. Garzin
- Marie-Jacqueline Chantal
- Robert Charlet
- Lucy Clorival
- Fanny Lacroix
- Louis Merlac
- Pierre Delu